# Tebtunis
Tebtunis är en fornlämning i Egypten.   Den ligger i guvernementet Faijum, i den centrala delen av landet, 120 km söder om huvudstaden Kairo. Tebtunis ligger 27 meter över havet.
Terrängen runt Tebtunis är platt. Runt Tebtunis är det tätbefolkat, med 493 invånare per kvadratkilometer. Närmaste större samhälle är Iţsā, 15,7 km norr om Tebtunis. Trakten runt Tebtunis är ofruktbar med lite eller ingen växtlighet.